# 227 v.Chr.
Het jaar 227 v.Chr. is een jaartal volgens de christelijke jaartelling.

## Gebeurtenissen

### Italië
- Gaius Flaminius wordt benoemd tot eerste gouverneur van Sicilië en Sardinië.
- In Rome wordt het ambt van Praetor verdubbeld, van twee naar vier praetores.
- Publius Valerius Flaccus en Marcus Atilius Regulus zijn consul in het Imperium Romanum.

### Carthago
- Hasdrubal de Schone bereikt in Spanje met het Carthaagse leger de rivier de Ebro, in de omgeving van de Pyreneeën.

### Griekenland
- Cleomenes III voert in Sparta revolutionaire hervormingen door, hij heft de staatsschuld op en verdeeld de grond onder de 4.000 Perioiken (Spartaanse burgers zonder burgerrechten; omwonenden) verheven tot Homoioi.
- De Eforen, de vijf magistraten van Sparta, worden op bevel van Cleomenes III door de Krypteia ("geheime politie") geëxecuteerd.
- De Kolossus van Rodos wordt door een aardbeving op het eiland Rhodos verwoest.

## Geboren
- Publius Cornelius Scipio Nasica, Romeins consul en generaal